# 1734
- Wikisource

| Calendário gregoriano                                                        | 1734 MDCCXXXIV                      |
| Ab urbe condita                                                              | 2487                                |
| Calendário arménio                                                           | 1183 – 1184                         |
| Calendário bahá'í                                                            | -110 – -109                         |
| Calendário budista                                                           | 2278                                |
| Calendário chinês                                                            | 4430 – 4431 Início a 4 de fevereiro |
| Calendário copta                                                             | 1450 – 1451                         |
| Calendário etíope                                                            | 1726 – 1727                         |
| Calendários hindus - Vikram Samvat - Calendário nacional indiano - Cáli Iuga | 1789 – 1790 1655 – 1656 4834 – 4835 |
| Calendário Holoceno                                                          | 11734                               |
| Calendário islâmico                                                          | 1147 – 1148                         |
| Calendário judaico                                                           | 5494 – 5495                         |
| Calendário persa                                                             | 1112 – 1113                         |
| Calendário rúnico                                                            | 1984                                |
| Calendário solar tailandês                                                   | 2277                                |

1734 (MDCCXXXIV, na numeração romana) foi um ano comum do século XVIII do actual Calendário Gregoriano, da Era de Cristo,  e a sua letra dominical foi C, teve 52 semanas, início a uma sexta-feira e terminou também a uma sexta-feira.
| Ano completo                       |
| ---------------------------------- |
| Ano comum com início à sexta-feira |

## Eventos
- 24 de Dezembro - Publicadas as Cartas Filosóficas de Voltaire.
- Publicada a obra "O Espírito das Leis (L’Espirit dês Lois)", de Montesquieu, onde se trata, principalmente, a tripartição dos poderes.

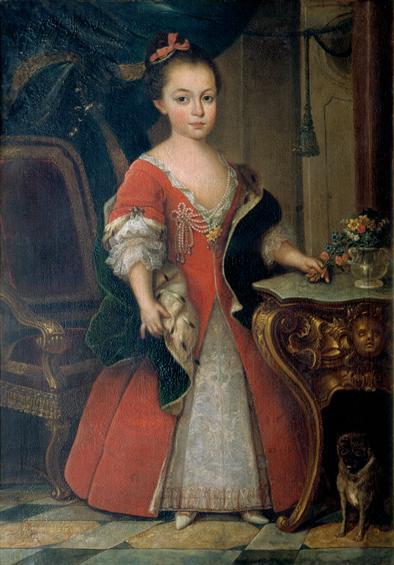
Retrato da Infanta D. Maria Francisca Isabel Josefa, pintado por Francesco Pavona em 1739.

## Nascimentos
- 17 de Dezembro - Rainha Maria I de Portugal (m. 1816).

## Mortes
- 28 de Dezembro - Robert Roy MacGregor, jacobita e herói popular escocês (n. 1671)

## Por tema
- 1734 na ciência
- 1734 na música